# Les Planes d'Hostoles
Les Planes d'Hostoles è un comune spagnolo di 1 722 abitanti situato nella comunità autonoma della Catalogna.